# لونت
لونت (به فرانسوی: Luant) یک کمون در فرانسه است که در اندر واقع شده‌است. لونت ۳۱٫۰۶ کیلومتر مربع مساحت و ۱٬۳۶۵ نفر جمعیت دارد و ۱۴۰ متر بالاتر از سطح دریا واقع شده‌است.